# Нафтовий двигун

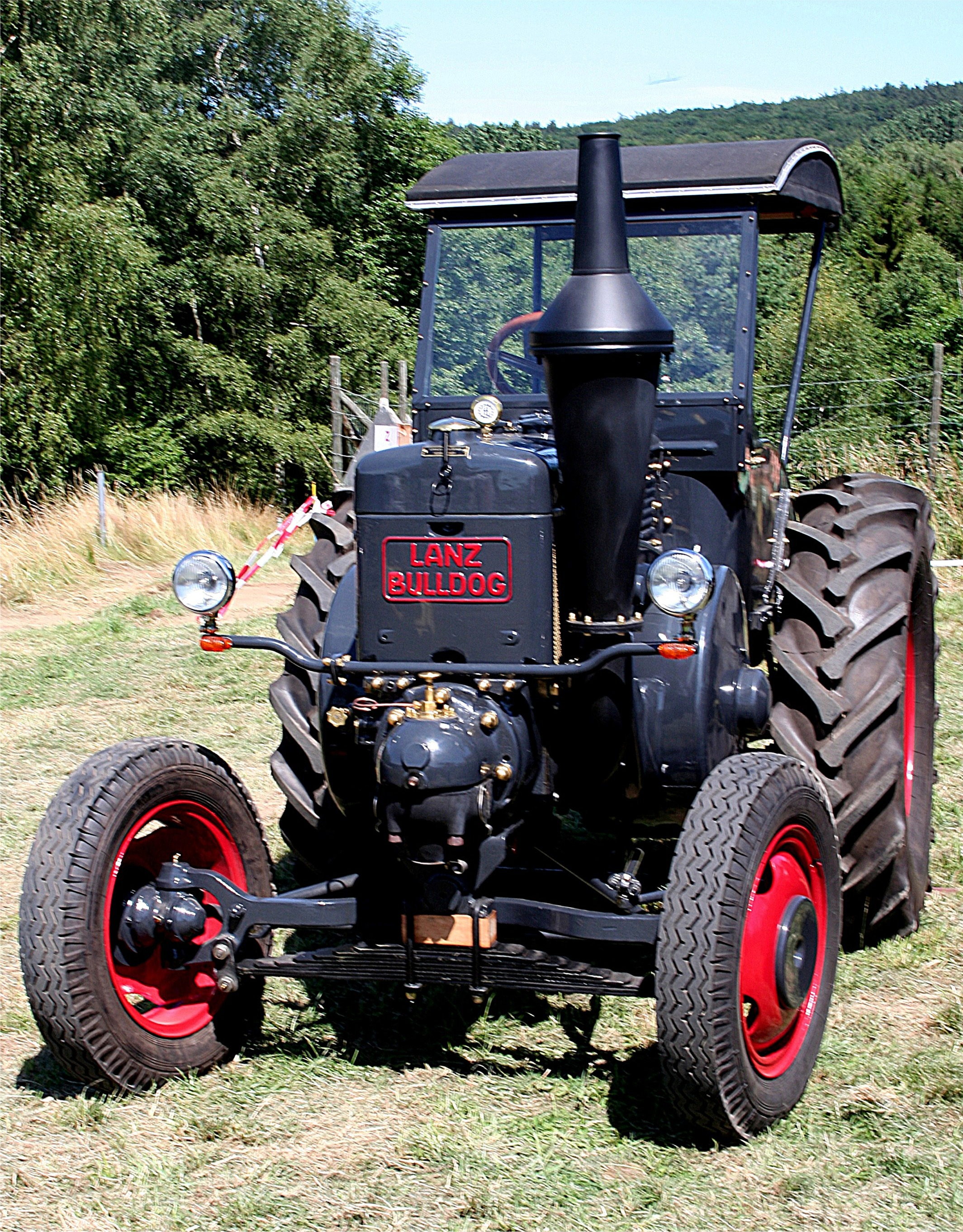
Трактор Lanz Bulldog з одноциліндровим двотактним нафтовим двигуном. У передній частині видно кожух калоризатора

Нафтовий двигун (також гасовий двигун, двигун з калільною головкою, калоризаторний двигун, напівдизельний) — двигун внутрішнього згоряння, згорання палива в якому відбувається в спеціальній головці розжарення — калоризаторі. Двигун може працювати на різних видах палива: гасі, лігроїні, дизельному паливі, сирій нафті, олії і т. д.

## Історія
Калоризаторний двигун винайшов англієць Герберт Акройд-Стюарт У 1886 році були випущені перші дослідні зразки, а в 1891 році почався серійний випуск на фабриці Richard Hornsby & Sons) який виробляв сільськогосподарські машини. Через певну подібність в конструкції (застосування безпосереднього уприскування палива) і принципу роботи (запалення при стисканні) цей двигун став об'єктом патентних суперечок з Рудольфом Дизелем.
В Росії двотактні нафтові двигуни відомі під назвою боліндер (від J &amp; CG Bolinders Mekaniska Verkstad AB — назви фірми, яка постачала такі двигуни)

## Пристрій і принцип дії

Пристрій двухтактного нафтового двигуна:
1 — гартівна головка;
2 — циліндр ;
3 — поршень ;
4 — картер

Нафтовий двигун може бути як двотактним, так і чотиритактним, але більшість з них були двотактними з картерною продувкою, що спрощувало конструкцію. Основною особливістю даного типу двигунів є головка розжарення (калоризатор), закрита теплоізоляційним кожухом. Перед запуском двигуна калоризатор повинен бути нагрітий до високої температури — наприклад, за допомогою паяльної лампи або встановленого на двигуні кошику з розпеченим деревним вугіллям. Згодом замість пальника для прогріву головки розжарювання почали використовувати електричну спіраль.
При роботі двигуна в ході такту впуску в головку розжарення через форсунку подається паливо (зазвичай в момент проходження поршнем нижньої мертвої точки), де відразу ж випаровується, однак не запалюється, бо головка розжарення в момент спрацьовування форсунки заповнена відпрацьованими газами і в ній недостатньо кисню для підтримки горіння палива. Лише незадовго до того, як поршень прийде в верхню мертву точку, в головку з циліндра надходить багате киснем стиснуте поршнем свіже повітря, в результаті чого пари палива спалахують.
Ступінь стиснення у подібних двигунів набагато нижчий, ніж у дизельних — не більше 8. До того ж паливо, на відміну від дизельного двигуна, надходить не в кінці такту стиснення, а під час впуску, що дозволяє застосовувати паливний насос простішої конструкції, розрахований на порівняно невеликий тиск (зазвичай не більше 30–40 атм).
Момент запалення палива залежить від температури головки (свічки) розжарення, яка в процесі роботи може змінюватися. Для управління випередженням займання могло використовуватися впорскування води.

## Переваги
- Простота конструкції, надійність, невимогливість до догляду;
- Можливість роботи на різних видах палива (аж до відпрацьованого моторного масла) без перенастроювання;
- Двотактні нафтові двигуни можуть працювати при будь-якому напрямку обертання маховика, для реверсування необхідно плавно знижувати оберти до тих пір, поки черговий спалах палива не відбудеться раніше, ніж поршень підійде досить близько до верхньої мертвої точки, після чого маховик зупиняється і починає обертання в зворотний бік.

## Недоліки
- Необхідність прогріву головки розжарення до температури 300–350 °C перед запуском, що займало 10–15 хвилин при використанні відкритого вогню, або 1–2 хвилини з електричною спіраллю;
- Низький ККД внаслідок поганої продувки калоризатора свіжим повітрям і низького ступеня стиснення[8];
- Двигун даної конструкції розвиває максимальну потужність на нижчих обертах, ніж традиційні дизельні двигуни, звідси — сильні вібрації і мала питома потужність. До того ж двигун вимагає дуже потужного маховика. Але низька швидкість обертання може бути перевагою, наприклад, при застосуванні двигуна на судні;
- Висока температура головки розжарення підтримується внаслідок спалахів палива в циліндрах, тому даний тип двигуна не може працювати тривалий час без додаткового підігріву при малому навантаженні і на холостих обертах.
- При тривалій роботі на високих навантаженнях головка розжарення може перегріватися, через що збільшується кут випередження запалювання, що призводить до зниження потужності і збільшення навантаження на деталі двигуна.

## Застосування
Двигуни даного типу випускалися до кінця 1950-х років і застосовувалися в основному в сільськогосподарській техніці, суднобудуванні (особливо на невеликих рибальських судах) і на малопотужних електростанціях.
У 1940-х — 1950-х були спроби створення бензопилок з напівдизельним двигуном (норвезька пилка Comet і шведська пилка Jonsered Raket XA), але дана конструкція не набула поширення.
Саме такий двигун був в одному з перших радянських тракторів — «Запорожець». Найвідоміший і один з найбільш успішних прикладів застосування такого двигуна — німецький трактор «Ланц-Бульдог» (Lanz-Buldog), що випускався з 1920-х по 1960-і роки.